# Туск, Дональд
До́нальд Франци́шек Туск (пол. Donald Franciszek Tusk, кашуб. Donôld Frãcëszk Tusk; род. 22 апреля 1957, Гданьск, Польша) — польский и европейский государственный и политический деятель. Премьер-министр Польши с 16 ноября 2007 по 22 сентября 2014 года и с 13 декабря 2023 года. Его премьерство является самым длительным в истории республики.
Участник демократической оппозиции в Польской Народной Республике. Соучредитель «Гражданской платформы» (2001) и её председатель с 2003 по 2014 год и с 2021 года. Занимал должность председателя Европейского совета с декабря 2014 по ноябрь 2019 года. С ноября 2019 по май 2022 года был председателем Европейской народной партии, крупнейшей общеевропейской партии.
Депутат Сейма I, IV, V, VI, VII и X созывов (1991—1993 годы, 2001—2014 годы, с 2023 года), сенатор и вице-маршал Сената IV созыва (1997—2001 годы). В 2001—2005 годах также вице-маршал Сейма IV созыва, в 2007—2009 годах — председатель Комитета европейской интеграции.
Заняв 2-е место на президентских выборах 2005 года, сумел привести «Гражданскую платформу» к победе на парламентских выборах 2007 года, после чего был назначен премьер-министром. Снова одержав победу на парламентских выборах 2011 года, стал первым переизбранным премьер-министром Польши после падения коммунизма в 1989 году. В 2014 году оставил польскую политику, чтобы принять назначение председателем Европейского совета, будучи самым продолжительным премьер-министром Третьей Речи Посполитой и третьим по продолжительности пребывания на этой должности в целом, после Юзефа Циранкевича и Петра Ярошевича.
Позже вернулся в польскую политику, в 2021 году во второй раз возглавив «Гражданскую платформу». На парламентских выборах 2023 года его коалиция получила 157 мест в Сейме, а совместно с другими оппозиционными партиями получила достаточно мест, чтобы образовать коалиционное большинство и положить конец 8-летнему правлению партии «Право и справедливость». 11 декабря Дональд Туск был официально выдвинут на должность премьер-министра в третий раз, вступив в неё 13 декабря.

## Происхождение и образование
Этнический кашуб (западнославянское меньшинство, потомки древних поморян, проживающие на побережье Балтийского моря, в северо-западных районах Польши). Имеет также польское и немецкое происхождение. Сам определяет себя как гордый сын Гданьска, кашуб, поляк и европеец.
Его семья жила в Кашубии по крайней мере с XIII века, а в Гданьске не менее 150 лет. О своей родословной Туск узнал уже будучи взрослым. «Мой пример показывает, как легко потерять идентичность. Когда после учёбы я впервые в жизни встретил писателя Леха Бондковского, он спросил меня, знаю ли я о своих кашубских корнях, о которых он догадался по фамилии. Я был удивлён, потому что у меня в семье об этом никогда не говорили», — признаётся Туск.
Родился в Гданьске на севере Польши. Его отец, также Дональд Туск (1930—1972), был плотником, а мать, Ева Туск (1934—2009), урождённая Давидовская, — секретарём Гданьского медицинского университета. Дональд-старший умер в возрасте 42 лет, когда сын учился в 8-м классе. До этого он несколько лет серьёзно болел, не мог работать. Дональд Туск вспоминает: «Когда папа умер, он оставил мне неработающую бритву, блокнот с печальными заметками и сломанное транзисторное радио». По словам Дональда, его старшая сестра помогла ему справиться. Дед Дональда, Йозеф Туск (1907—1987), был железнодорожным служащим, в годы нацистской оккупации узником в концентрационном лагере Нойенгамме. С начала августа по конец октября 1944 года служил в 328-м запасном учебном батальоне гренадеров вермахта. Призыв был принудительным и связан с автоматическим приобретением гданьскими жителями немецкого гражданства. Позже ему удалось присоединиться к польским вооруженным силам на Западе, а после войны он работал музыкальным мастером: делал скрипки, а потом гитары, в том числе для Северина Краевского и Чеслава Немена. Другой его дед, Франц Кароль Давидовский, был узником Штуттгофа. Будучи плотником, подневольно работал во время войны на строительстве Волчьего логова у Растенбурга. Во время работы рухнули строительные леса, и Давидовский потерял глаз (примерно в то же время в Волчьем Логове полковник Штауффенберг совершил неудачное покушение). Его женой, бабушкой Дональда Туска по материнской линии, была немка Анна Либке. Другой своей бабушке, Юлиане, Туск обязан именем: в юности она уехала за границу, где её очаровал какой-то английский лорд с таким именем. По возвращении она решила, что её сын будет именно Дональдом. Уже Дональд-старший, в свою очередь, передал своё имя сыну. Гданьский скульптор Бронислав «Буни» Туск (1935—2000) — младший брат Дональда Туска-старшего.
Туск описал город своей юности как «типичный пограничный городок» со «множеством границ… между этническими группами». Это, вместе с его этническим происхождением и многоязычной семьёй, поспособствовало в осознании того, что «ничто не бывает простым в жизни или в истории». Это также сформировало его взрослую политическую точку зрения о том, что «лучше всего быть невосприимчивым ко всем видам ортодоксии, идеологии и… национализма». Свою молодость при коммунизме он описал как скучную и однообразную, без «надежды на то, что что-то изменится». В молодости он был «типичным хулиганом», который часто ввязывался в драки — «знаете, мы бродили по улицам в поисках синяков».
В 1964—1972 годах учился в начальной школе № 57 в Гданьске. В 1976 году окончил лицей имени Николая Коперника там же. В 1980 году — исторический факультет Гданьского университета. Во время учёбы он был активным членом студенческого комитета «Солидарности», выступавшего против коммунистического правления в Польше. Дипломная работа касалась Юзефа Пилсудского.

## Политик
В 13 лет заинтересовался политикой, когда увидел, как полиция стреляет по бастующим рабочим.
Туск был одним из организаторов Независимого союза студентов в Гданьске и университетского комитета профсоюзного объединения «Солидарность», выпускал листовки. Во время военного положения не мог найти работу по специальности, занимался физическим трудом. Вместе со своим другом Мацеем Плажиньским (будущим маршалом Сейма в 1997—2001 годах) организовал ряд забастовок, в том числе майско-августовскую стачку 1988 года.
В 1989 году вместе с группой гданьских либералов вступил в партию Либерально-демократический конгресс (ЛДК). С 1991 года — депутат сейма и председатель ЛДК. С 1994 года после объединения партий Демократический союз и ЛДК в Унию свободы стал вице-председателем этой партии. В период своего членства в Унии свободы принадлежал к её консервативному крылу, был оппонентом либерала Бронислава Геремека, но проиграл последнему конкуренцию за лидерство в партии, после чего покинул её ряды.
В 1997—2001 годах — вице-маршал сената, в 2001—2005 годах — вице-маршал сейма. Проявил себя сторонником современной рыночной экономики, социального консерватизма и межгосударственного сближения с Россией.

### Лидер Гражданской платформы
В 2001 году стал одним из основателей партии «Гражданская платформа» (ГП), придерживающейся либерально-консервативной идеологии. С 2003 года — председатель ГП. В 2005 году возглавлял ГП на парламентских выборах (партия заняла второе место, получив 36,33 % голосов избирателей, и осталась в оппозиции).
В 2005 году участвовал в президентских выборах, заняв второе место во втором туре (45,96 %), проиграв Леху Качиньскому. Во время избирательной кампании советником Качиньского Яцеком Курским была распространена информация о том, что дед Туска во время Второй мировой войны добровольно вступил в немецкую армию. Позднее выяснилось, что он в 1944 году был мобилизован в немецкую армию, но вскоре дезертировал, вступив в конце того же года в Польские вооружённые силы на Западе. В результате Курский за распространение недостоверной информации был исключён из партии Качиньского «Право и справедливость», но скандал нанёс ущерб имиджу Туска (сам Курский утверждал, что перепутал родного деда Туска с его двоюродным дедом со стороны матери).
21 октября 2007 года ГП победила на внеочередных парламентских выборах. Значительную роль в этом успехе сыграла убедительная победа Туска в теледебатах с премьер-министром Ярославом Качиньским. 16 ноября 2007 года Туск был назначен премьер-министром Польши.
Не участвовал в президентских выборах 2010 года (в январе заявил, что предпочитает в случае успеха партии на выборах остаться премьером). В марте 2010 года «Гражданская платформа» выдвинула кандидатом в президенты маршала Сейма Бронислава Коморовского.
В 2010 году Туск участвовал в церемонии в память 70-летия Катыньского расстрела отдельно от президента Польши Качиньского, отправившегося в Катынь тремя днями позже и погибшего в авиакатастрофе при подлёте к Смоленску. Через два года после аварии на заседании парламента Ярослав Качиньский высказал Туску: «Все, что произошло до катастрофы, — это ваша вина. Это результат вашей политики. В политическом смысле вы на 100 % виноваты в смоленской катастрофе».

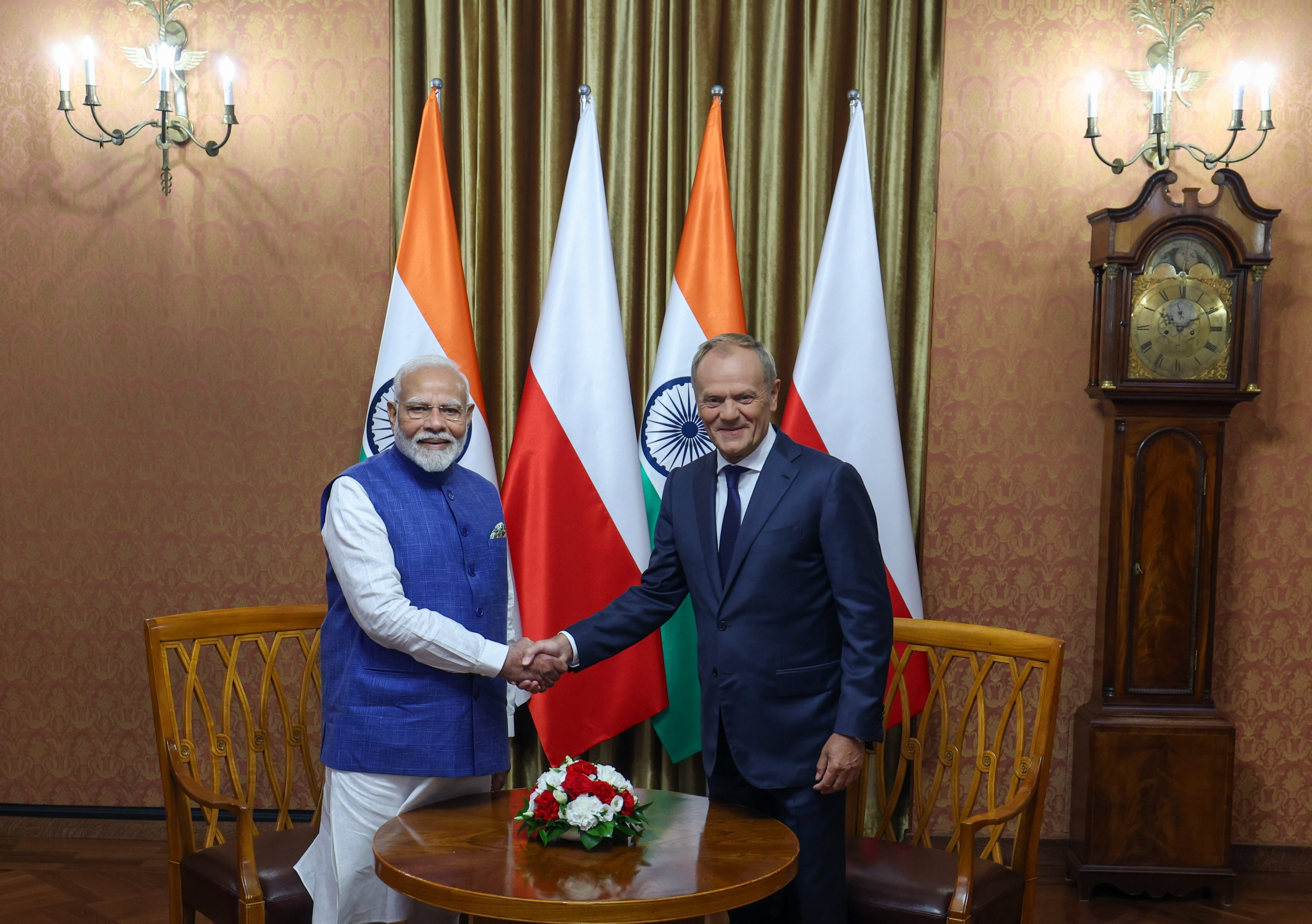
Дональд Туск и премьер-министр Индии Нарендра Моди, 22 августа 2024 года

На парламентских выборах 2011 года возглавляемая им партия заняла первое место с 39,11 % голосов избирателей и получила 206 мест в Сейме. Партия также получила большинство в Сенате.
30 августа 2014 года избран на пост председателя Европейского совета, который занял 1 декабря 2014 года.
В середине сентября 2014 года Туск сложил с себя полномочия премьер-министра Польши, чтобы начать готовиться к работе в Евросовете.
11 декабря 2023 года номинирован на должность премьер-министра Польши. 13 декабря 2023 года приведён к присяге.

### Отношение к России
Отношение Туска к российской политике в целом коррелирует с общеевропейским. В 2014 году, после аннексии Крыма и начала войны на востоке Украины, Туск поддержал введение санкций против России, однако находил их малоэффективными. Был сторонником формирования европейского энергетического союза для противодействия России, но эта инициатива не получила поддержки. Подобно большинству европейских политиков, Туск осуждал участие российских Вооружённых Сил в боевых действиях на территории Украины. В связи с этим Туск обещал действовать в российско-украинском кризисе решительно, но разумно.

## Личная жизнь и увлечения

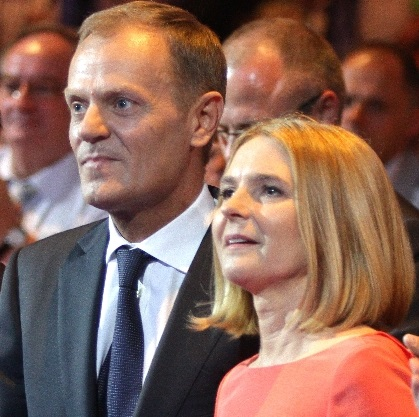
Дональд Туск с женой Малгожатой (2011)

Определяет себя как католик. Религиозные взгляды Туска стали предметом дебатов во время его президентской кампании в 2005 году.
26 ноября 1978 года вступил в гражданский брак с Малгожатой Сохацкой. Чтобы избежать дальнейших спекуляций, незадолго до президентских выборов Туск провёл церемонию католического бракосочетания со своей женой Малгожатой, на которой он женился по гражданской церемонии 27 лет назад.
У супругов двое детей. Сын Михал (1982 года рождения) работал в «Газета Выборча», затем стал сотрудником отдела анализа и маркетинга в Гданьском аэропорту, также занялся ведением бизнеса в области услуг связей с общественностью. Дочь Катажина (1987 года рождения) участвовала в 5-м выпуске программы TVN «Танцы со звездами» (польская версии оригинального британского шоу «Strictly Come Dancing», она стала модным блогером.
В интервью израильской газете «Гаарец» в декабре 2008 года Туск сравнил историю своей собственной семьи с еврейским опытом, описав кашубское меньшинство как народ, который, «как и евреи, родился и живёт в приграничных районах и подозревался нацистами и коммунистами в нелояльности».
Туск говорит на четырёх языках: польском, кашубском, немецком и английском. В 2014 году, когда он стал председателем Европейского совета, его критиковали за плохие знания английского и французского. Однако перед вступлением на должность он прошёл обширные языковые курсы и быстро овладел английским. В январе 2019 года Туск произнёс 7-минутную речь только на румынском в Румынском атенеуме в Бухаресте на церемонии, ознаменовавшей начало председательства Румынии в Совете Европейского союза. Его выступление вызвало громкие рукоплескания.
Является автором более 200 печатных работ, преимущественно исторического и краеведческого плана, в том числе книг «Был себе Гданьск», «Гданьск-1945» и «Старый Сопот». 12 декабря 2019 года Туск опубликовал свои мемуары «Szczerze» («Честно»), основанные на его 5-летнем сроке пребывания на должности председателя Европейского совета, которые стали бестселлером в Польше.
Большой поклонник спорта и заядлый футболист-любитель. Он ненавидит проигрывать. С детства фанат Лехии. Когда в начале 70-х годов был основан клуб болельщиков, Туск его стал вице-президентом.
Известен пристрастием к табаку. В 2003 году был вторым на конкурсе «Табачене» по выбору лучшего нюхальщика табака, состоявшемся в Поморском воеводстве Польши.

## Массовая культура
Молодой Дональд Туск — эпизодический персонаж в польской кинокомедии «Сколько весит троянский конь?».

## Награды
- Кавалер Большого креста ордена Солнце Перу (Перу, 2008 год)[33]
- Международная премия им. Карла Великого (2010 год)[34][35]
- Кавалер Большого креста ордена Заслуг (Норвегия, 2012 год)[36]
- Президентский орден «Сияние» (Грузия, 2013 год)[37]
- Орден Креста земли Марии I класса (Эстония, 2014 год)[38]
- Почётный компаньон ордена Заслуг (Мальта, 2017 год)[39]
- Орден князя Ярослава Мудрого I степени (Украина, 11 мая 2019 года) — за выдающийся личный вклад в укрепление международного единства и солидарности с Украиной в поддержке независимости и территориальной целостности, углубление отношений между Украиной и Европейским Союзом[40]
- Большой крест ордена Звезды Румынии (Румыния, 2020 год)[41]
- Орден Восходящего солнца 1 класса (Япония, 2021 год)[42]

## Галерея

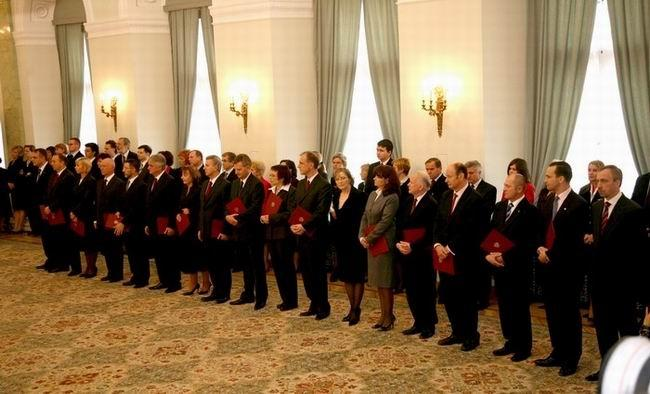
Кабинет Туска в Президентском дворце, Варшава, 2007 год
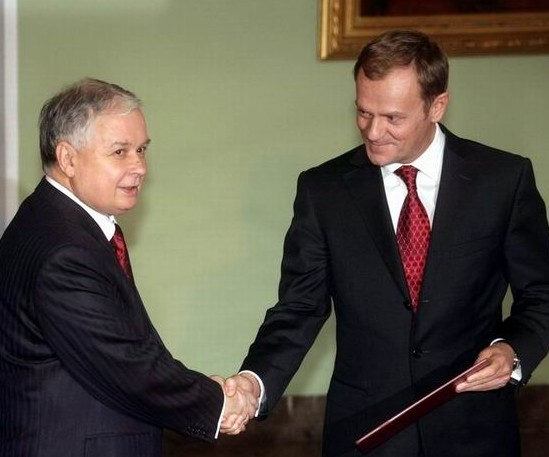
Дональд Туск (справа) назначается премьер-министром президентом Лехом Качиньским, 9 ноября 2007 года
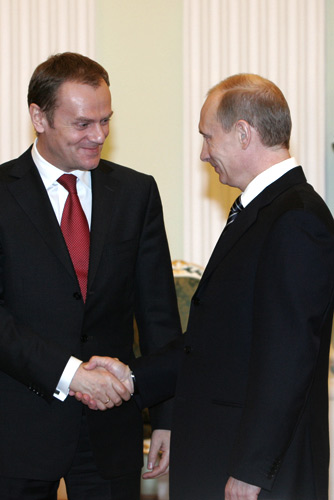
Дональд Туск и президент РФ Владимир Путин, Москва, 8 февраля 2008 года
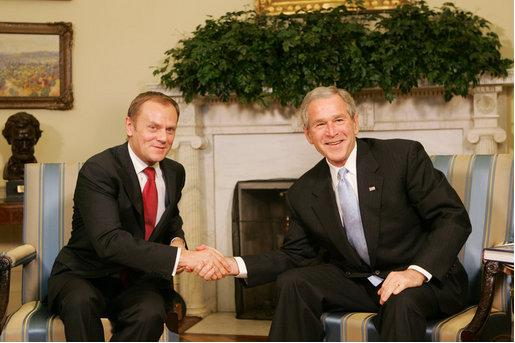
Дональд Туск и президент США Джордж Буш, 10 марта 2008 года
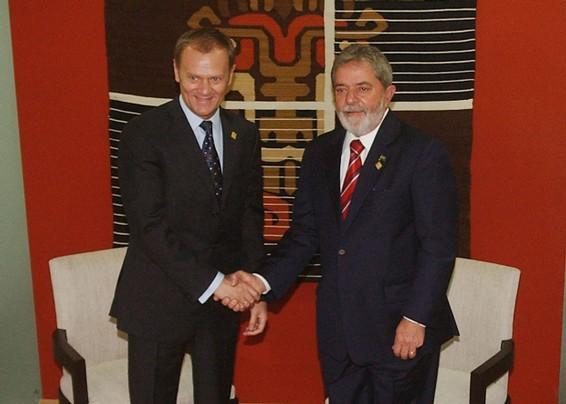
Туск и президент Бразилии Лула да Силва, 16 мая 2008 года
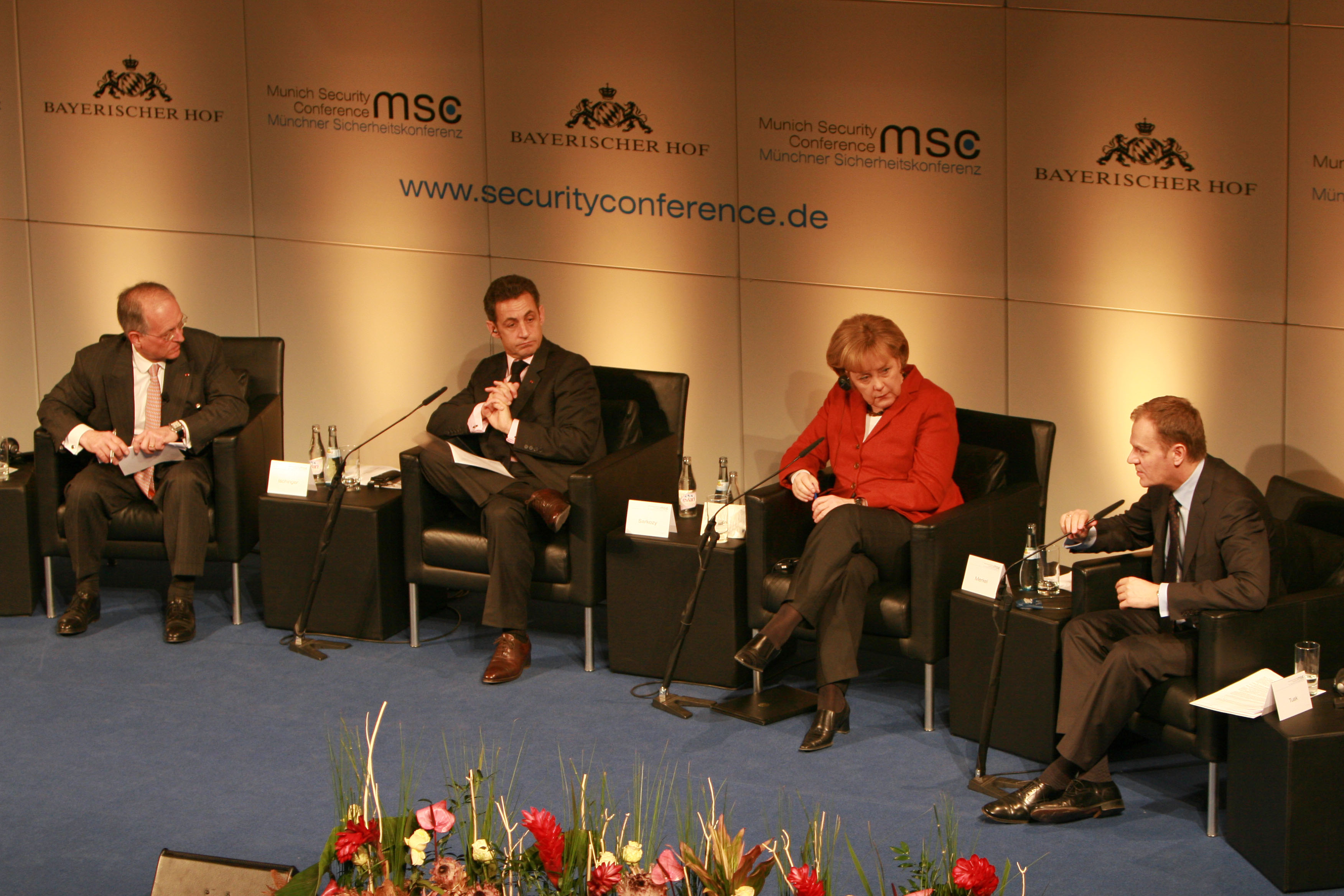
Дональд Туск с германским канцлером Ангелой Меркель и президентом Франции Николя Саркози, 7 февраля 2009 года
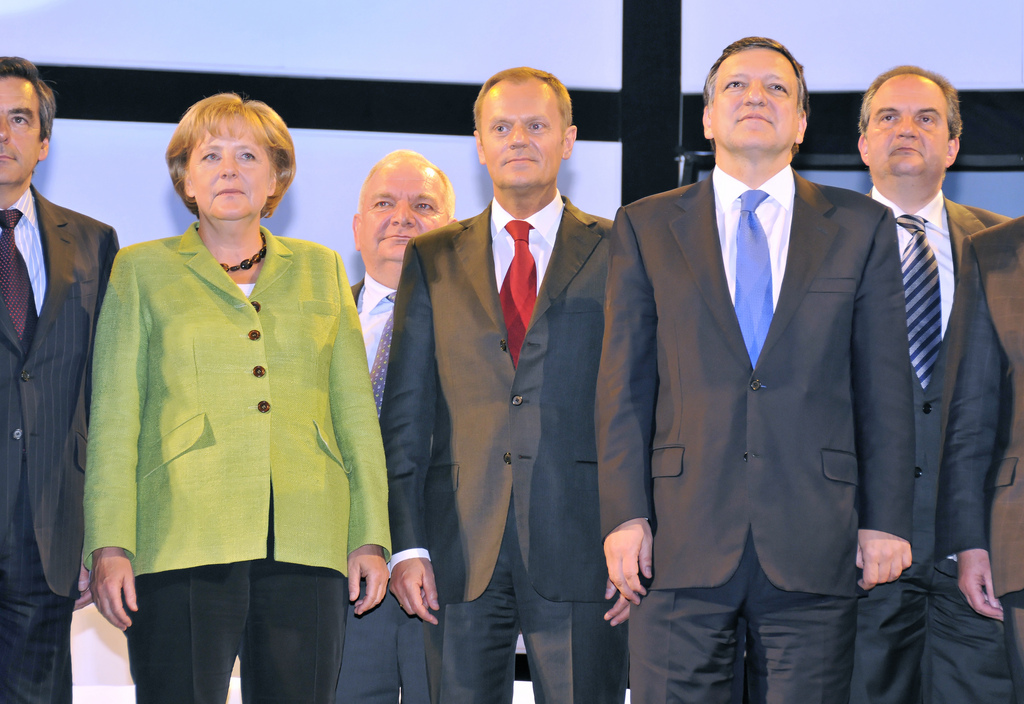
Дональд Туск, Ангела Меркель и Жозе Мануэл Баррозу на конгрессе Европейской народной партии в Варшаве, 29 апреля 2009 года
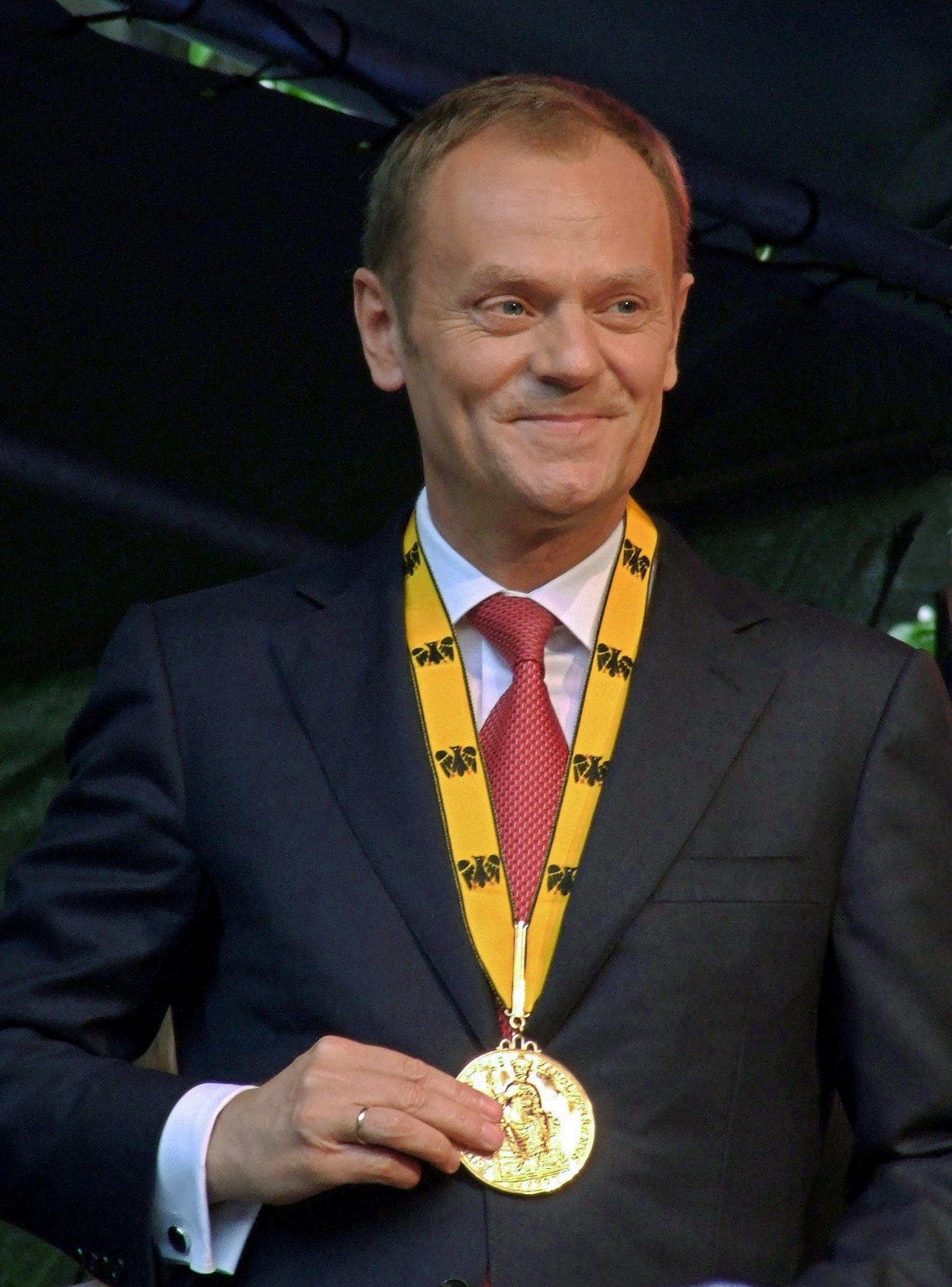
Дональд Туск получает Премию Карла Великого, 13 мая 2010 года
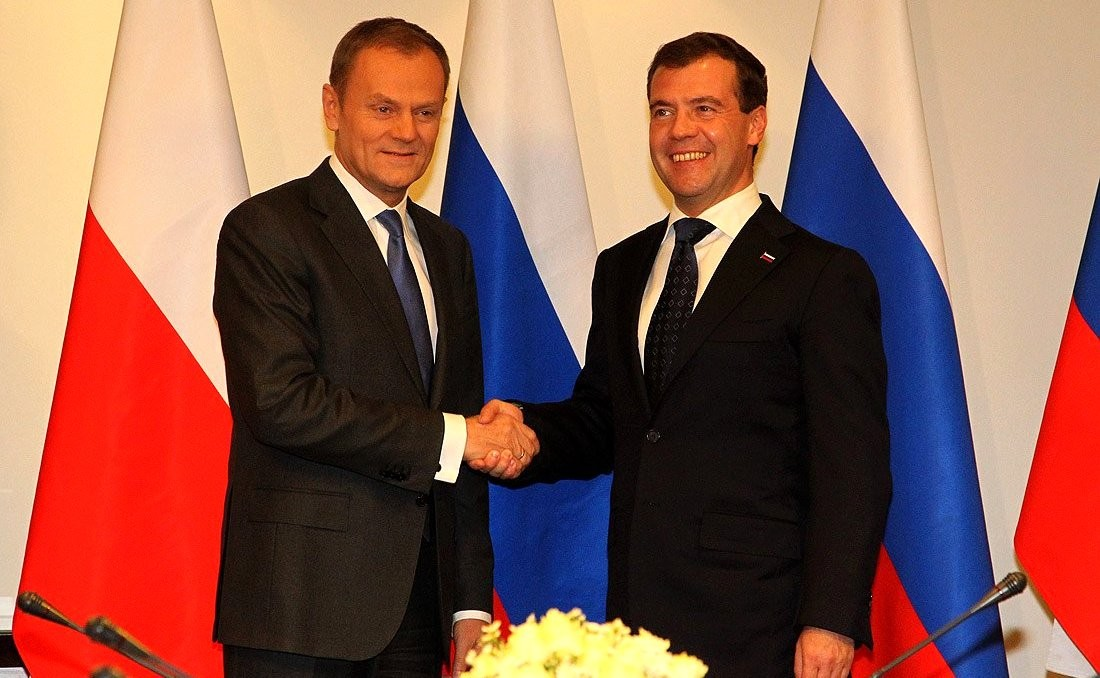
Дональд Туск и президент РФ Дмитрий Медведев, 6 декабря 2010 года
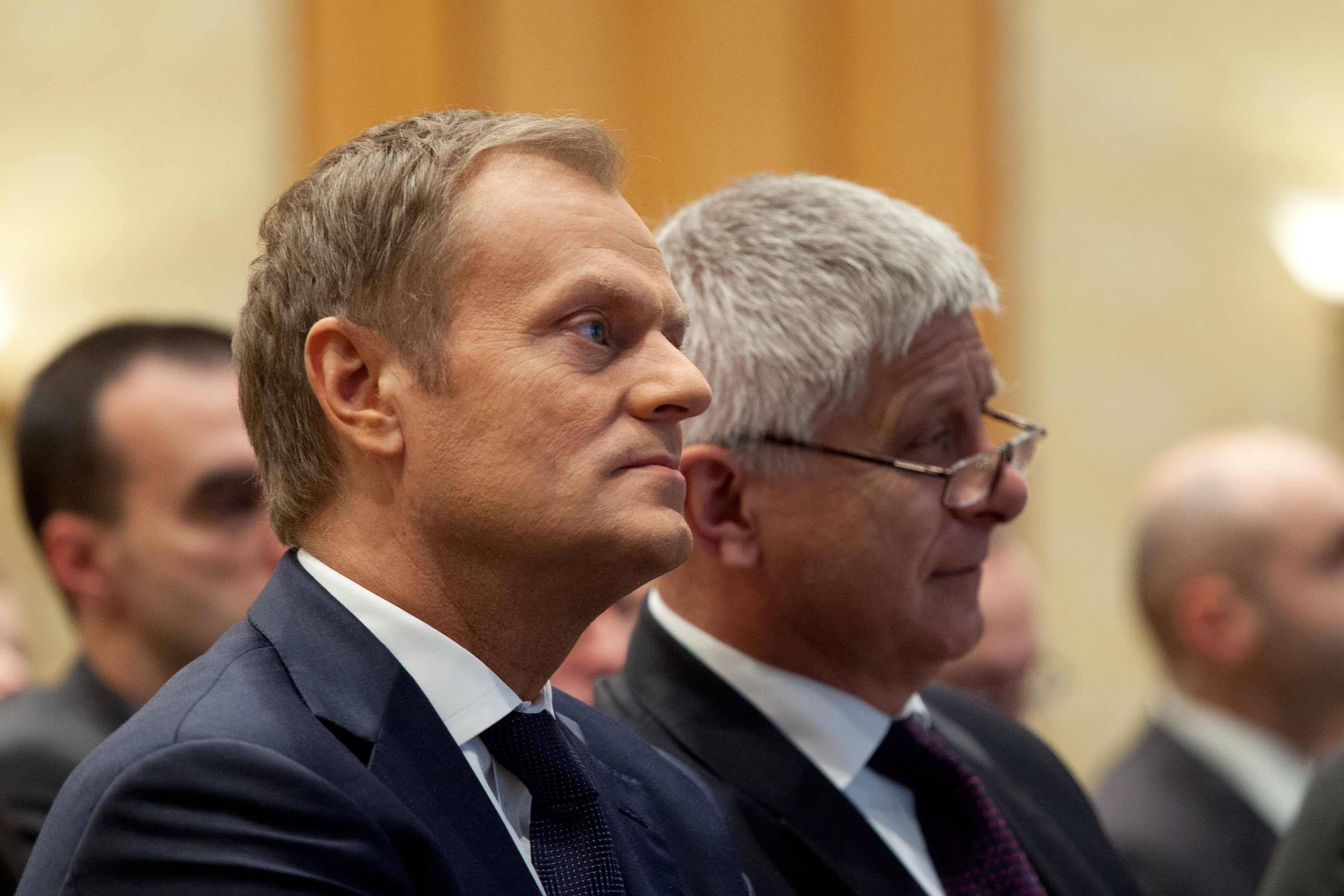
Дональд Туск и Марек Белка, Варшава, 2012 год
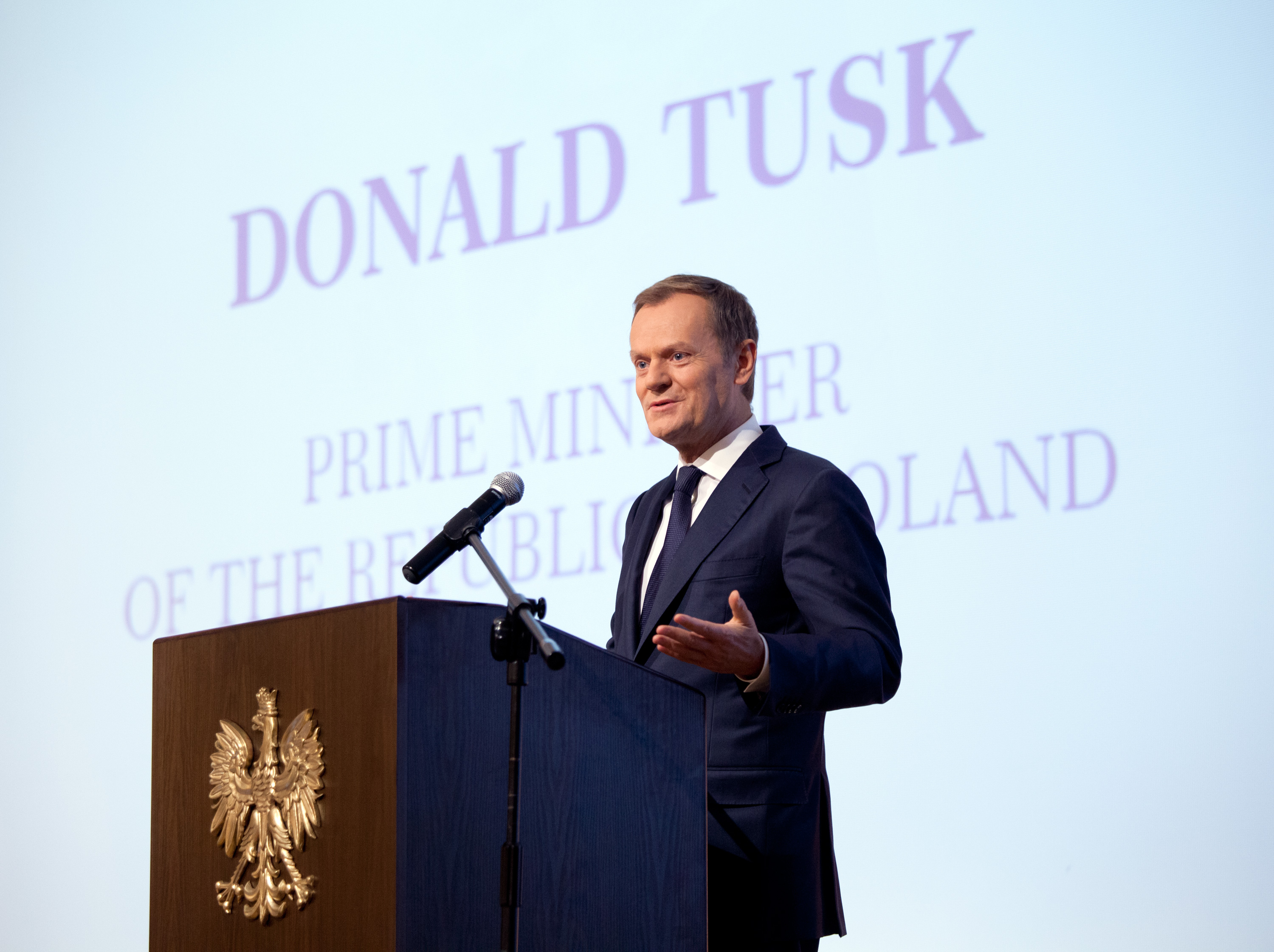
Речь Дональда Туска на второй ежегодной конференции нацбанка Польши на тему Будущее европейской экономики, 2012 год